# Wappen der Gemeinde Garlitz
Das Wappen der Gemeinde Garlitz war neben der Flagge von 2000 bis zur Eingemeindung von Garlitz nach Lübtheen im Jahr 2004 das offizielle Hoheitszeichen der Gemeinde Garlitz.

## Blasonierung
„Geteilt von Silber und Rot, oben ein grüner Eichenzweig, an dem fächerförmig und in wechselnder Reihenfolge drei Blätter und zwei Früchte befestigt sind, unten ein silbernes Mühlrad mit vier Speichen und acht Schaufeln.“

## Geschichte
Entworfen wurde das Wappen vom Schweriner Heraldiker Heinz Kippnick im Jahr 2000.
Der dreiblättrige grüne Eichenzweig mit zwei Früchten symbolisiert die waldreiche Umgebung der Gemeinde, zum Beispiel die ehemaligen großherzöglichen Forste südlich von Garlitz. Das vierspeichige achtschauflige Mühlrad ist ein Hinweis auf die seit 1700 nachweisbare Garlitzer Wassermühle.
Das Wappen weist mehrere gestalterische Gemeinsamkeiten mit dem Landkreiswappen des ehemaligen Landkreises Ludwigslust auf. So findet sich das Eichenlaub ebenfalls da. Bei der Farbwahl bezog sich Kippnick auf die Farben des Wappens der Stadt Lübtheen.
Die Genehmigung zur Führung des Wappens sowie der Flagge und der Gemeindefarben erfolgte durch den Beschluss des Innenministeriums des Landes Mecklenburg-Vorpommern vom 25. Januar 2000. Das Wappen wurde unter der Registernummer 203 in die Wappenrolle von Mecklenburg-Vorpommern aufgenommen.
Mit der Eingemeindung von Garlitz nach Lübtheen am 13. Juni 2004 verlor das Wappen zwar seinen Status als Hoheitszeichen, aber der nunmehrige Ortsteil kann es als Identifikationssymbol weiterhin für sich nutzen.